# Rutilia albovirida
Rutilia albovirida là một loài ruồi trong họ Tachinidae.